# Dumoš
Dumoš (Dumosh en albanés y Думош en cirílico) es una aldea en la parte noreste de Kosovo en el municipio de Podujevo.
De acuerdo con el censo de población y viviendas de 2011, el alde tiene una población de 1207 personas .